# اوا لونگوریا
اوا لونگوریا (به انگلیسی: Eva Longoria) (زاده ۱۵ مارس ۱۹۷۵ در تگزاس)، بازیگر آمریکایی است. او در سال ۲۰۰۶ به خاطر ایفای نقش در قالب گابریل سولیس در سریال کدبانوهای وامانده برنده جایزه (Screen Actors Guild) و نامزد جایزه گلدن گلوب شده‌است.
او در سال ۲۰۰۷ با تونی پارکر بسکتبالیست حاضر در ان بی ای ازدواج کرد اما در سال ۲۰۱۰ از او جدا گردید.
از فیلم‌های معروف او می‌توان به بازی در فیلم کودک دل‌شکسته و بر فراز دریا اشاره کرد.